# امرأة من الصعيد الجواني (مسلسل)
امرأة من الصعيد الجواني هو مسلسل مصري إنتاج عام 2006م تأليف حسن المملوك وإخراج بشير حسن. قصة المسلسل، هي إمرأه صعيدية تعيش مع زوجها "فواز" وبناتها الأربعة، وتسعى جاهدة ليكملوا تعليمهم، وتقف أمام زوجها وأمام أهل البلد، وتسافر إلى بيت خالتها في الاسكندريه ورغم المحاربات والظروف ستقف على قدميها من أجل بناتها.

## البطولة
- معالي زايد: نوارة
- رياض الخولي: فواز
- سمر علام: ياسمين
- لقاء سويدان
- ضياء الميرغني
- ماجدة الخطيب
- مديحة حمدي
- عبد الرحمن أبو زهرة
- هادي الجيار
- آمال حلمي
- سماح السعيد